# Xã Oil, Quận Perry, Indiana
Xã Oil (tiếng Anh: Oil Township) là một xã thuộc quận Perry, tiểu bang Indiana, Hoa Kỳ. Năm 2010, dân số của xã này là 2.546 người.